# Abuda (Fußballspieler, 1989)
Jucimar Lima Pacheco oder kurz Abuda (* 22. Januar 1989 in Almeirim, Pará) ist ein brasilianischer Fußballspieler.

## Karriere
Abuda startete seine Profikarriere 2008 bei Paysandu SC und spielte nachfolgend für eine Reihe von brasilianischen Vereinen, u. a. CR Vasco da Gama und Chapecoense.
Zur Saison 2015/16 wechselte er in die türkische Süper Lig zum südostanatolischen Vertreter Gaziantepspor und spielte hier eine Spielzeit lang. Danach kehrte er in seine Heimat zurück, wo er im August 2016 zunächst beim Erstligaklub AA Ponte Preta bis Jahresende unterzeichnete. Seitdem tingelt er durch unterklassige Klubs seiner Heimat.